# Богословський факультет Софійського університету
Богословський факультет Софійського університету імені Святого Климента Охридського — самостійний вищий навчальний заклад в Софії, Болгарія.
Факультет був створений 1923 року і став великим центром богословської освіти в Болгарії. У 1951 з ідеологічних причин був закритий і перетворений у Софійську духовну академію. У 1991 був відновлений.

## Історія
Про необхідність подібного факультету говорили ще в 1870, коли був створений Болгарський екзархат, проте в силу різних причин для цього знадобилося багато десятиліть.

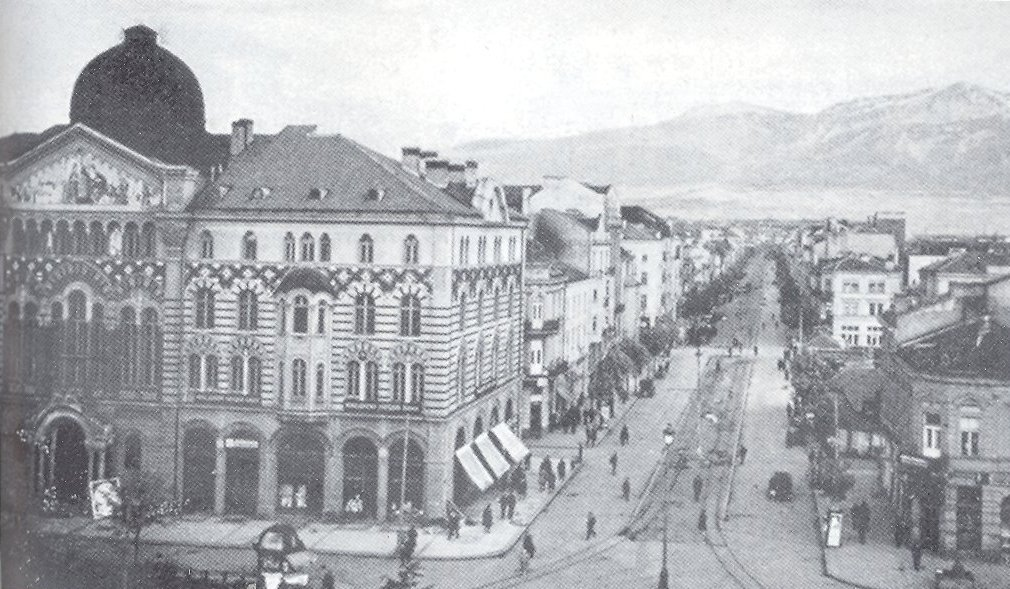
Духовна академія, 1944

24 червня 1908 Священний синод Болгарської православної церкви направив до Міністерства віросповідань лист з проханням про відкриття Богословського факультету. Після довгої переписки між Священний синод і Міністерством віросповідань питання, нарешті, було вирішено. У 1921 Народні Збори приймають закон про народну просвіту, який передбачав відкриття Богословського факультету Університету з 8 кафедрами: Святого Письма Старого Завіту, Священого Писання Нового Завіту, Систематичного богослов'я, Історії релігій та історії християнства, Церковної археології та літургіки, Пастирського богослов'я і патристики, Церковного права і Гомілетики. Закон також передбачав, що перші три професора нововідкритого факультету повинні бути обрані вченою радою університету за рекомендацією комісії, до якої увійшли професор Златарський, митрополит Відинський Неофіт (Караабов) і Мінко Генов.
Для зведення будівлі факультету Синоду вдалося домогтися відведення під будівництво ділянки в самому центрі Софії на площі, де передбачалося зведення пам'ятника на честь заснування Болгарського екзархату. До 1922 будівництво було завершено.
Восени 1923 на богословському факультеті почалися навчальні заняття. З 1925 на факультеті могли навчатися жінки.
У 1943 у зв'язку з війною заняття на факультеті були тимчасово призупинені.
У 1951 з ідеологічних міркувань Богословський факультет постановою Національних зборів Болгарії був виведений зі складу Софійського університету і перетворений в Духовну академію імені святого Климента Охридського, яка була вищим церковним навчальним закладом і не мала державного визнання.
У 1991 керівництво Софійського університету звернулося до ректора Софійської духовної академії з пропозицією відновити Богословський факультет Університету, 1 липня 1991 Софійська духовна академія була перетворена в Богословський факультет Софійського університету. 26 липня того ж року єпископ Неофіт (Димитров) був обраний першим деканом відновленого богословського факультету.
10 грудня 1992 Президія Вищої атестаційної комісії ухвалила рішення про визнання всіх вчених ступенів і звань, присуджених Духовною Академією до 1 липня 1991. Таким чином, вчені ступені і звання викладачів богословського факультету були визнані на державному рівні.

## Кафедри
- Біблеїстика
- Історичне і систематичне богослов'я
- Практичне богослов'я